# Эндла (заповедник)
Эндла (эст. Endla) — один из пяти государственных заповедников республики Эстония. Площадь  — 10 161 гектар.
Организован в Эстонской ССР как заказник в 1980 году площадью 8162 га, затем расширен и наделён статусом заповедника в 1985 году. Расположен на возвышенности Пандивере в центральной Эстонии, в 15 км от г. Йыгева на границе трёх уездов (Ярвамаа, Йыгевамаа и Ляэне-Вирумаа). В 1997 года он был включен в т. н. список Рамсари, согласно которому его водно-болотные угодья имеют международное значение, а с 2004 года — в число орнитологических и природных зон Натура 2000.
На территории природного заповедника Эндла находятся уникальные родники Норра-Оострику-Вилбасте. Много озёр, в числе которых и одноимённое озеро Эндла. Наибольшее болото заповедника носит название «Мянникъярве» и имеет деревянный настил, по которому можно совершать пешие прогулки продолжительностью до 30 минут. Толщина торфяного слоя местами может достигать 8 метров.
На территории заповедника гнездится около 180 видов птиц (наблюдение за птицами в заповеднике популярно среди орнитологов и туристов), обитает 42 вида млекопитающих, и произрастает около 450 видов растений. На территории заповедника разрешена рыбалка с определенными ограничениями.

## Галерея
- У источника Сопа
- Туман над Мянникярве
- Полдень над Мянникярве
- Раннее утро на Эндла
- Источник Сопа
- Видео с дрона: заповедник Эндла, 2023 год